# کایون (بازیکن فوتبال)
ارلیسون کایون د سوسا فریررا (به پرتغالی: Herlison Caion de Sousa Ferreira) معروف به کایون (Caion) بازیکن فوتبال در پست مهاجم اهل برزیل است که در شهر Caxias و در تاریخ ۵ اکتبر ۱۹۹۰ به دنیا آمده‌است.

## باشگاهی
کایون در تیم‌های فوتبال گانکون، Chapecoense و الشرطه سابقهٔ حضور دارد.